# هاو غي
هاو غي (بالصينية: 郝歌) هو مغني صيني، ولد في 1981 في لاغوس في نيجيريا.